# Melanitis
Melanitis is een geslacht van vlinders uit de onderfamilie Satyrinae van de familie Nymphalidae.

## Soorten
- Melanitis amabilis (Boisduval, 1832)
- Melanitis ansorgei Rothschild, 1904
- Melanitis atrax C. & R. Felder, 1863
- Melanitis belinda Grose-Smith, 1895
- Melanitis boisduvalia C. & R. Felder, 1863
- Melanitis constantia (Cramer, 1777)
- Melanitis leda (Linnaeus, 1758)
- Melanitis libya Distant, 1882
- Melanitis liukiuana Swinhoe, 1915
- Melanitis phedima (Cramer, 1780)
- Melanitis pyrrha Röber, 1887
- Melanitis velutina (C. & R. Felder, 1867)
- Melanitis zitenius (Herbst, 1796)